# Vnitřní prostředí organismu
Vnitřní prostředí organismu je tekutina, která obklopuje buňky organismu, tj. mezibuněčná tekutina neboli tkáňový mok, případně veškerá tekutina v organismu, tedy i cytosol (nitrobuněčná tekutina), lymfa (míza) a krevní plazma. Jde o vodný roztok iontů, živin a metabolitů.
Pro optimální fungování organismu je důležité, aby se parametry vnitřního prostředí pohybovaly v úzkých mezích (acidobazická rovnováha, iontová rovnováha). Na udržování tohoto optimálního stavu (homeostáze) se podílí zejména krevní oběh, plíce, ledviny a játra.

## Chemické složení
S výjimkou obsahu bílkovin je chemické složení tkáňového moku, lymfy a krevní plazmy téměř shodné. Pro vyhodnocení stavu vnitřního prostředí je proto postačující laboratorní rozbor krevní plazmy. Naproti tomu tekutina uvnitř buněk má výrazně jiné složení.
| Iont          | koncentrace (mM) | koncentrace (mM) |
| Iont          | v cytosolu       | v krevní plazmě  |
| ------------- | ---------------- | ---------------- |
| K+            | 139              | 4                |
| Na+           | 12               | 145              |
| Cl−           | 4                | 116              |
| HCO − 3       | 12               | 29               |
| Aminokyseliny | 138              | 9                |
| Mg2+          | 0.8              | 1.5              |
| Ca2+          | <0.0002          | 1.8              |

## Poruchy vnitřního prostředí
Poruchy vnitřního prostředí organismu jsou průvodním jevem závažných zdravotních stavů. Může jít o poruchy iontové rovnováhy (hypernatremie - nadbytek sodíku, hyponatremie - nedostatek sodíku), poruchy hydratace (dehydratace, otrava vodou) a poruchy acidobazické rovnováhy (acidóza, alkalóza).